# 五月二十五日縣 (查科省)

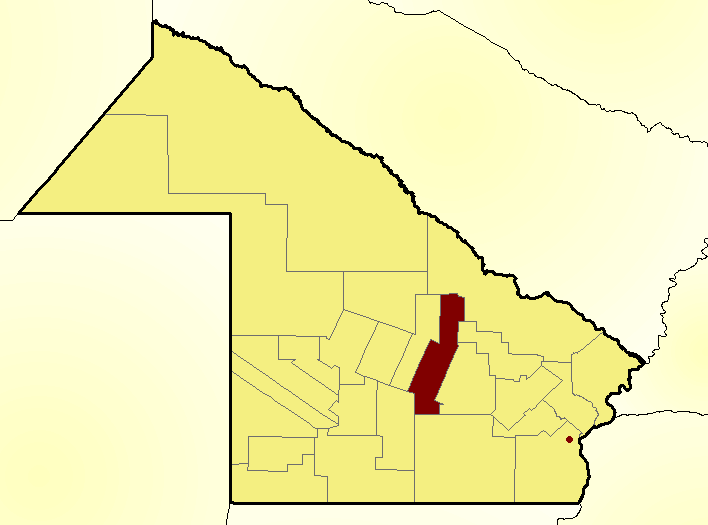

26°55′S 60°3′W / 26.917°S 60.050°W
五月二十五日縣（西班牙語：Departamento Veinticinco de Mayo），是阿根廷的縣份，位於該國北部查科省，首府設於馬查蓋，面積2,358平方公里，2010年人口29,215，人口密度為每平方公里12.39人。